# UniBall
UniBall é um jogo 2D gratuito. Originalmente criado por C:\, um designer gráfico de Attack Retrieve Capture, é de momento dirigido e mantido por NickW, que também programou o BRChat, programa de chat que acompanha o jogo. No seu modo de jogo mais popular, "Hockey", os jogadores controlam naves que se podem mover, ganhar mais velocidade ("boost") para distâncias pequenas, e disparar e receber bolas. Os jogadores de equipas diferentes competem para serem os primeiros a marcar pontos suficientes para ganhar o jogo. 

## Sistema de jogo
http://ub.geekeffect.com/?sectionid=16 <-- video
No UniBall, os jogadores controlam naves que podem apanhar e segurar uma bola de cada vez. Constitiudo por até vinte jogadores e quatro equipas, o objectivo principal é derrotar a(s) equipa(s) adversária(s) por ser o primeiro a alcançar um certo número de pontos estabelecidos, ou tendo mais pontos quando um tempo opcional expira.
Existe dois tipos de bolas: neutras e coloridas. As bolas neutras podem ser apanhadas por qualquer jogador, enquanto as bolas coloridas só podem ser captadas por naves que tenham a mesma cor. Os jogadores de equipas diferentes podem tocar e desviar a bola, porém, ela é desviada muito lentamente.
Quando uma nave capta a bola, pode dispará-la. Este movimento pode ser feito para passar a bola para um companheiro de equipa ou para marcar um golo disparando-a para a baliza ou para um pára-choques (“bumper”). As balizas são defendidas tipicamente por guarda-redes automáticos, cujos movimentos podem ser aprendidos de modo a descobrir meios para marcar golos. Isto é considerado uma das habilidades básicas do jogo. Quando uma nave leva a bola consigo, pode ser tocada por uma nave adversária e desta feita perde a sua posse. Isto finaliza o básico do estilo de jogo “Hockey”.
O “Dodgeball” segue as mesmas regras, exceptuando o facto dos pontos serem ganhos por disparar bolas coloridas contra jogadores da equipa adversária.
Existem outros modos de jogo, mas o “Hockey” e o “Dodgeball” são os únicos oficialmente suportados. Modos como “Racing”, “Speedball”, e “Corner Defense” são criados pelos utilizadores, e são simplesmente realizados criando regras mediante a estrutura do jogo. Estas regras não são impostas pelo jogo em geral, pelo que cabe aos jogadores envolvidos regularem-se a si próprios.
As naves não possuem armas em qualquer tipo de jogo.